# Iqbal Theba
Iqbal Theba (ur. 20 grudnia 1963 w Karaczi) − amerykański aktor pakistańskiego pochodzenia. Znany z roli dyrektora Figginsa w serialu telewizyjnym Glee, za którą otrzymał Nagrodę Gildii Aktorów Ekranowych.